# Holmgård (Skals Sogn)
 For alternative betydninger, se Holmgård. (Se også artikler, som begynder med Holmgård)
Holmgård var en hovedgård i Skals Sogn i det tidligere Rinds Herred, Møldrup Kommune, Viborg Amt, nu Viborg Kommune. Gården kendes tilbage til 1471 hvor den ejedes af Stig Vesteni. Hovedbygningen er en bindingsværksbygning fra midten af 1700-tallet, ombygget 1840 og 1970. Jorden blev udstykket omkring 1910.
Hovedbygningen, brolægningen og to lindetræer på østsiden af bygningen blev fredet i 1988.

## Eksterne kilder og henvisninger
- J.P. Trap: Kongeriget Danmark, 4. udg. 1925
- Sagsbeskrivelse hos Kulturarvsstyrelsen

56°35′8″N 9°27′43″Ø / 56.58556°N 9.46194°Ø
|  | Denne artikel om en bygning eller et bygningsværk kan blive bedre, hvis der indsættes et (bedre) billede. Du kan hjælpe ved at afsøge Wikimedia Commons for et passende billede eller lægge et op på Wikimedia Commons med en af de tilladte licenser og indsætte det i artiklen. |